# Wolfersdorf
Wolfersdorf (en alsacià Wolferschdorf) és un municipi francès, situat a la regió del Gran Est, al departament de l'Alt Rin. L'any 2005 tenia 380 habitants.

## Demografia
| 1962 | 1968 | 1975 | 1982 | 1990 | 1999 |
| ---- | ---- | ---- | ---- | ---- | ---- |
| 272  | 284  | 245  | 309  | 314  | 351  |

## Administració
| Període | Identitat     | Partit |
| ------- | ------------- | ------ |
| 2001-   | Denis Salomon |        |